# 1962 في نيوزيلندا
فيما يلي قوائم الأحداث التي وقعت خلال عام 1962 في نيوزيلندا.

## رياضة
- 1 يناير – كأس نيوزيلندا 1962 الفائز Melville United AFC [الإنجليزية]‏.

## مواليد

### يناير
- 1 يناير – دون كووي متسابق يخت نيوزيلندي.
- 1 يناير – راسيل براون صحفي نيوزيلندي.
- 1 يناير – كريستين غرانت متزحلقة جبال الألب نيوزيلندية.
- 18 يناير – جواو فيشر لاعبة كرة قدم نيوزيلندية.
- 22 يناير – كاترينا مولوي لاعبة كركيت نيوزيلندية.

### فبراير
- 4 فبراير – فرانك بانس لاعب رغبي ساموي.
- 19 فبراير – روي غوردون غرينجر

### مارس
- 1 مارس – راسيل كوتس رُبّان نيوزيلندي.
- 18 مارس – تريفور فرانكلين لاعب كركيت نيوزيلندي.
- 25 مارس – نيل جيبسون مُجدّف نيوزيلندي.
- 26 مارس – توني غراهام

### أبريل
- 29 أبريل – دين بيل لاعب دوري رغبي نيوزيلندي.

### مايو
- 12 مايو – كارين غان لاعبة كركيت نيوزيلندية.

### يونيو
- 6 يونيو – غرانت فوكس لاعب رغبي نيوزيلندي.

### يوليو
- 20 يوليو – برايان إل. فالكنر مؤلف نيوزلندي.
- 22 يوليو – رينا أوين ممثلة نيوزيلندية.

### أغسطس
- 3 أغسطس – ستيفن لوي
- 26 أغسطس – ساندرا إيدج لاعبة كرة شبكة نيوزيلندية.

### سبتمبر
- 13 سبتمبر – برايان فولر درّاج طريق نيوزيلندي.
- 21 سبتمبر – ستيوارت دافنبورت لاعب اسكواش نيوزيلندي.
- 22 سبتمبر – مارتن كرو لاعب كركيت نيوزيلندي.
- 27 سبتمبر – غافين لارسن لاعب كركيت نيوزيلندي.
- 28 سبتمبر – ديفيد هارلاند دبلوماسي نيوزيلندي.

### أكتوبر
- 4 أكتوبر – تيم تشادويك فنان نيوزيلندي.
- 9 أكتوبر – غوردون ماكفيرسن لاعب رغبي نيوزيلندي.
- 13 أكتوبر – جون ستيفنز مغني نيوزيلندي.

### نوفمبر
- 6 نوفمبر – غراهام كيمب لاعب كريكت نيوزلندي.
- 30 نوفمبر – روجر برادلي لاعب كركيت نيوزيلندي.

### ديسمبر
- 4 ديسمبر – غاري فريمان لاعب دوري رغبي نيوزيلندي.
- 5 ديسمبر – سام ستيوارت
- 25 ديسمبر – مارك إيليا
- 29 ديسمبر – واينتون روفر لاعب كرة قدم نيوزلندي.

## وفيات

### يناير
- 1 يناير – غابرييل هوب (مواليد 1916) رسامة نيوزيلندية.
- 8 يناير – باري ألان (مواليد 1928)

### فبراير
- 6 فبراير – كليفتون ويب (مواليد 1889) سياسي نيوزيلندي.
- 11 فبراير – إيفيلين بروك (مواليد 1879) ممرضة نيوزيلندية.

### مارس
- 1 مارس – ستيلا هندرسون (مواليد 1871) صحفية نيوزيلندية.

### أبريل
- 8 أبريل – ويليام ميلز (مواليد 1875) لاعب كريكت نيوزلندي.
- 9 أبريل – بوب بينيت (مواليد 1879)

### يوليو
- 18 يوليو – جي. إتش كونينغهام (مواليد 1892)
- 29 يوليو – لانس موير (مواليد 1886) لاعب دوري رغبي نيوزيلندي.

### أغسطس
- 24 أغسطس – بيرسي تومسون (مواليد 1884) محامي نيوزيلندي.

### سبتمبر
- 16 سبتمبر – إرنست ديفيس (مواليد 1872) سياسي نيوزلندي.
- 18 سبتمبر – كلايد كار (مواليد 1886) سياسي نيوزيلندي.

### أكتوبر
- 8 أكتوبر – دونالد كاميرون (مواليد 1877) سياسي نيوزلندي.

### نوفمبر
- 7 نوفمبر – ألف بود (مواليد 1880)
- 23 نوفمبر – غريس باتلر (مواليد 1886) رسامة نيوزيلندية.
- 25 نوفمبر – ريج موراي (مواليد 1909) سياسي أسترالي.